# Roszkowice (Brzeg)
Pour les articles homonymes, voir Roszkowice.
Roszkowice est une localité polonaise du gmina de Lubsza et située dans le powiat de Brzeg (voïvodie d'Opole).